# Powiat Miyaki
Powiat Miyaki (jap. 三養基郡 Miyaki-gun) – powiat w Japonii, w prefekturze Saga. W 2024 roku liczył 52 387 mieszkańców.

## Miejscowości
- Kamimine
- Kiyama
- Miyaki